# Смута Хоґен
Смута Хо́ґен (яп. 保元の乱, ほうげんのらん, «смута року Хоґен»; 1156) — збройний конфлікт в японській столиці Кіото періоду Хей'ан між колишнім імператором Ґо-Сіракавою і Фудзіварою но Тадаміті з одного боку, та імператором Сутоку і Фудзіварою но Йорінаґою з іншого. Приводом до смути стало питання призначення престолонаслідника Імператорського трону та визначення голови роду Фудзівара.
Під час конфлікту обидві сторони скористалися послугами самураїв: сили імператора Ґо-Сіракава залучили на свій бік війська Мінамото но Йосітомо і Тайри но Кійоморі, а сили імператора Сутоку — загони Мінамото но Тамейосі та Тайри но Тадамаси.
Смута закінчилися перемогою Ґо-Сіракави. Фудзівара но Йорінаґа був убитий, імператор Сутоку засланий до провінції Санукі. Конфлікт засвідчив військове безсилля столичної аристократії і сприяв сходженню самурайства у велику японську політику.